# Kenneth Grant
Kenneth Grant (Ilford, 23 mai 1924–15 janvier 2011) est un occultiste anglais chef de file de l’Ordo Templi Orientis « Typhonien » ou « Ordre Typhonien ».
La carrière magique de Grant commence en 1939, peu avant la Seconde Guerre mondiale, lorsqu’il prétendit avoir reçu sa première transmission de l’« être supra-humain » S’lba.

## L’Ordo Templi Orientis
En 1944, alors qu’il avait 20 ans, il rencontre et devient le disciple d’Aleister Crowley. En 1946, il est initié au sein de l’A∴A∴. Selon l’historien P.R. Koenig, Crowley considérait Grant comme étant « un don absolu des Dieux ».
Après la mort de Crowley, en 1947, Karl Germer remit la « Charte de IX° » de l’O.T.O. à Grant qui reçut, en 1951, l’autorisation de fonder un Camp de l’Ordre en Angleterre.
En 1954, il commence la fondation de la New Isis Logde, loge qui devient opérationnelle en avril 1955 par la sortie d’un manifeste annonçant sa découverte du « Courant de Set » ou « Courant de Sirius ». Karl Germer, profondément choqué par ce manifeste, expulsa Grant de l’O.T.O. le 20 juillet 1955 et nomma Noel Fitzgerald comme chef de la section britannique.
En réponse, Grant s’auto-proclama O.H.O. (Outer Head of the Order, Chef Extérieur de l’Ordre) de l’Ordo Templi Orientis. Cette branche sous la direction de Grant sera connue plus tard sous le nom d’« Ordo Templi Orientis Typhonien » (à l’heure actuelle, le nom officiel est « Ordre Typhonien »).
À la fin des années 1960, dans un article pour le Times International, Grant annonce qu’il a terminé une étude sur l’œuvre de Crowley intitulée Aleister Crowley and the Hidden God. Le texte sera publié aux éditions Frederick Muller qui le scindent en deux volumes dont le premier paraît sous le titre The Magical Revival en 1972.

## Austin Osman Spare
Grant était un grand admirateur et ami proche d’Austin Osman Spare, artiste et occultiste anglais. Ensemble, ils fondèrent le Zos Kia Cultus en 1952. Au fil des années, Grant deviendra le biographe et principal propagateur des idées et techniques magiques de Spare.

## L'O.T.O. Typhonien
L’« Ordre Typhonien » est l’un des ordres magiques contemporains les plus connus travaillant sur base des écrits de Kenneth Grant. Il influença la création du Dragon Rouge et du mouvement magique de la Magick de Maat de Nema (en).
Bien que ce groupe continue à promouvoir la loi de Thelema d’Aleister Crowley, il se concentre sur l’exploration d’intelligences extraterrestres ainsi que du mythe de Cthulhu de H. P. Lovecraft.
Selon P.R. Koenig : « l’O.T.O. Typhonien fonctionne comme un réseau cosmique qui n’opère pas au travers de loges terrestres, car ses membres ne sont pas – au sens magique – centrés sur cette Terre. Leurs zones d’activités occultes sont localisées dans des espaces qui, à la fois, comprennent et transcendent les niveaux astraux de la conscience. L’O.T.O. Typhonien n’est pas, par conséquent, groupement social au sens commun… Concernant Thelema, l’O.T.O. Typhonien est considéré comme une Machine, l’A∴A∴ comme l’Opérateur ».

## Biographie en quelques dates
- 1939 : Première transmission de S'lba reçue par Grant ;
- 1943 : Grant reçoit les The Chronicles of Kr[alnia] ;
- 1944 : Grant rencontre Crowley et l'assiste en tant que secrétaire pendant quelques semaines ;
- 1946 : Grant est initié au sein de A∴A∴, le XI° O.T.O. de Grant confirmé par Germer
- 1947 : Mort de Crowley ;
- 1948 : Grant rencontre Austin Osman Spare ;
- 1952 : Spare et Grant fondent le Zos Kia Cultus ;
- 1954 : La New Isis Lodge inaugurée ;
- 1955 : Grant prend la charge de O.H.O. après son « expulsion » par Germer ;
- 1972 : Publication du premier ouvrage de Grant, The Magical Revival, premier volume des trois Trilogies typhoniennes ;
- 2002 : Publication de The Ninth Arch, dernier volume des Trilogies typhoniennes ;
- 2011 : Mort le 15 janvier, des suites d'une maladie.